# لودویگ دویچ
لودویگ دویچ (به انگلیسی: Ludwig Deutsch) (۱۸۵۵–۱۹۳۵) یک نقاش اتریشی بود که در پاریس اقامت گزید و به یک خاورگرا مشهور تبدیل شد.

## زندگی و شغل
جزئیات زندگی لودویگ دویچ مبهم است. وی در سال ۱۸۵۵ در وین در یک خانواده یهودی با رسم و رسوم خوب متولد شد. پدرش ایگناز دویچ سرمایه‌دار در دربار اتریش بود. وی در آکادمی هنرهای زیبا وین ۱۸۷۲–۱۸۷۵ تحصیل کرد، سپس، در سال ۱۸۷۸، به پاریس نقل مکان کرد و در آنجا به شدت با شرق‌شناسی همراه شد.
او آموزش اولیه هنر خود را در آکادمی der Bildenden Künste (آکادمی هنرهای زیبا وین) تحت آموزش آنزلم فویرباخ (۱۸۷۷–۱۸۷۵) دریافت کرد. در سال ۱۸۷۷، هنگامی که فویرباخ به عنوان معلم بازنشسته شد، دویچ و برخی دیگر از دانشجویان که در سال ۱۸۷۶ به پاریس نقل مکان کرده بودند سعی کردند وارد کلاس لئوپولد کارل مولر شوند، اما در ابتدا از ورود آن‌ها خودداری شد. دویچ سرانجام در سال ۱۸۷۸ پذیرفته شد. تقریباً در همین زمان، او نیز ممکن است با ژان پل لورن تحصیل کرده باشد. دویچ در پاریس با هنرمندان، آرتور فون فراریس، ژان دیسارت و رودولف ارنست که دوست مادام العمر وی بودند آشنا شد. از طریق این دوستی‌ها، دویچ علاقه به هنر شرقی پیدا کرد. اولین نقاشی خاورشناسانه وی در سال ۱۸۸۱ ایجاد شد یعنی چند سال قبل از اولین سفر وی به مصر.
در حدود سال ۱۸۸۰، تماس وی با وین قطع شد و در پاریس مستقر شد. استودیویی در خیابان لو پلتیه در پاریس تأسیس کرد و با موفقیت بسیار زیادی شروع به نمایش نقاشی‌هایش نمود.

## روش کار
اطلاعات کمی در مورد روش‌های کار نقاش وجود دارد، اما به احتمال زیاد تنها با استفاده از ذره‌بین این امکان وجود دارد که این نقاش چیره‌دست توانسته باشد به‌عنوان نمونه پیوند تاروپود زنجیرهای زره نگهبان را به اندازه‌ای چنین ریز که در اثر حاضر قابل مشاهده است برساند.

## نقاشی‌های منتخب

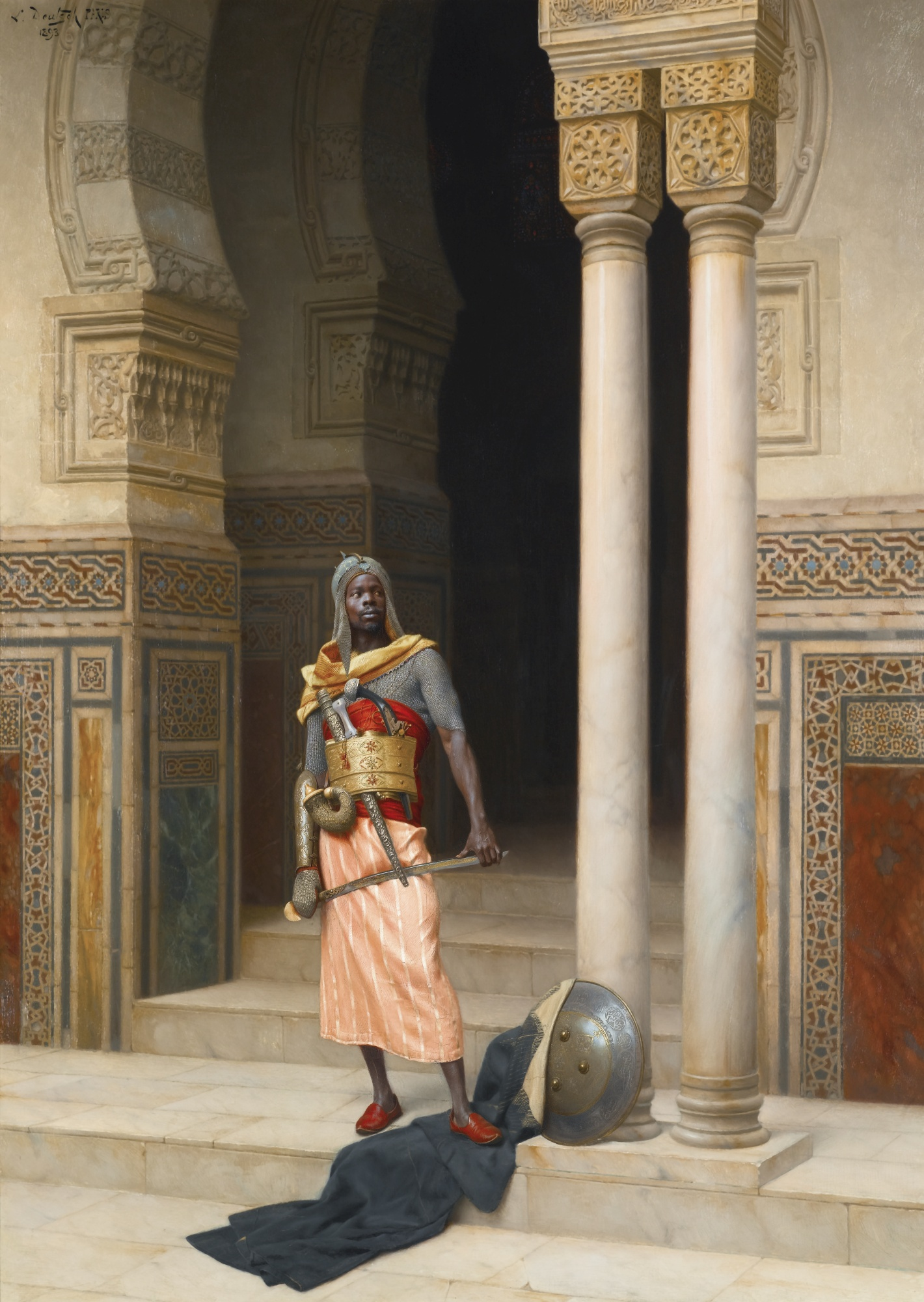
محافظ قصر
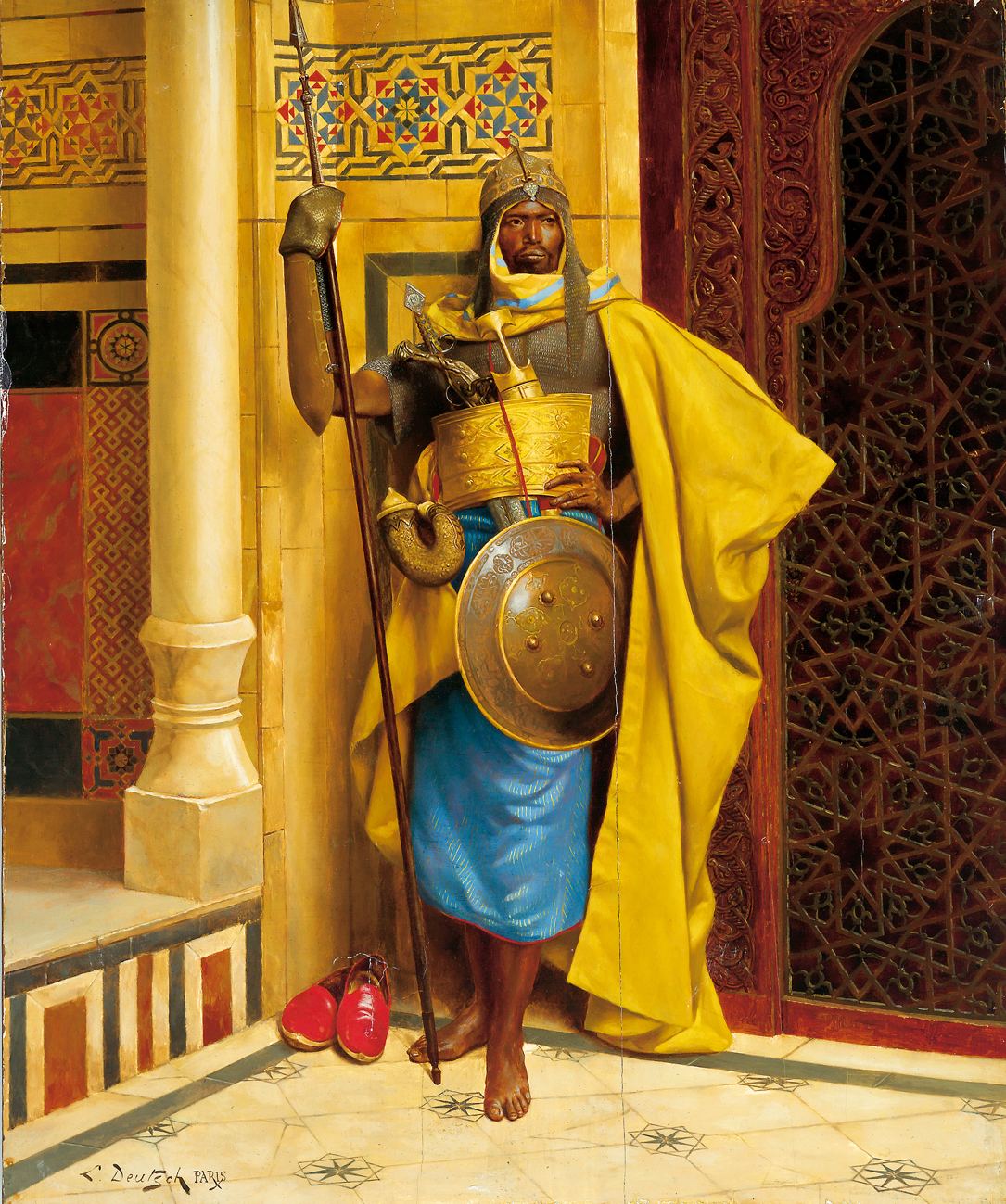
گارد قصر نوبیان، تاریخ نامشخص است
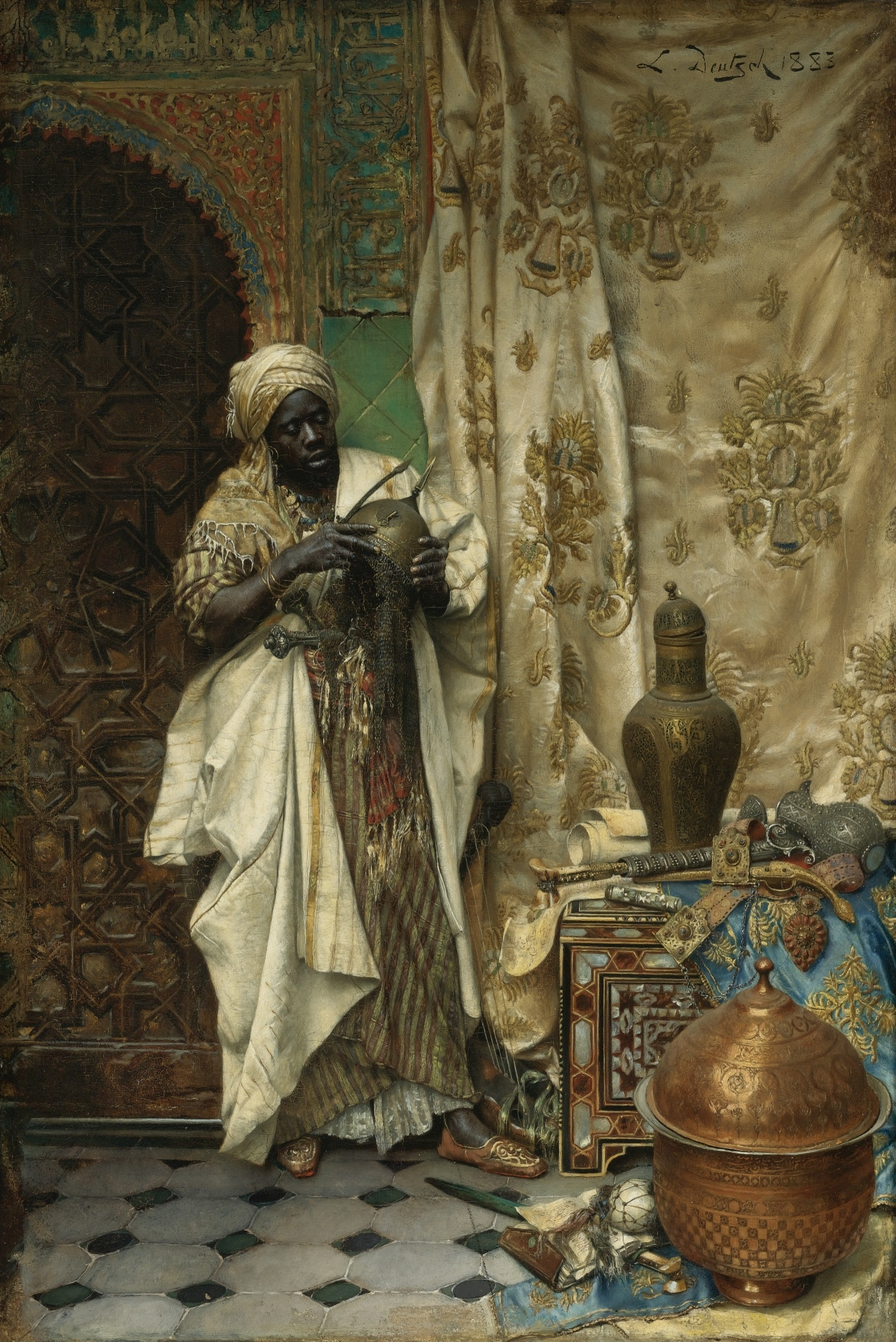
نفتیش،  ۱۸۸۳
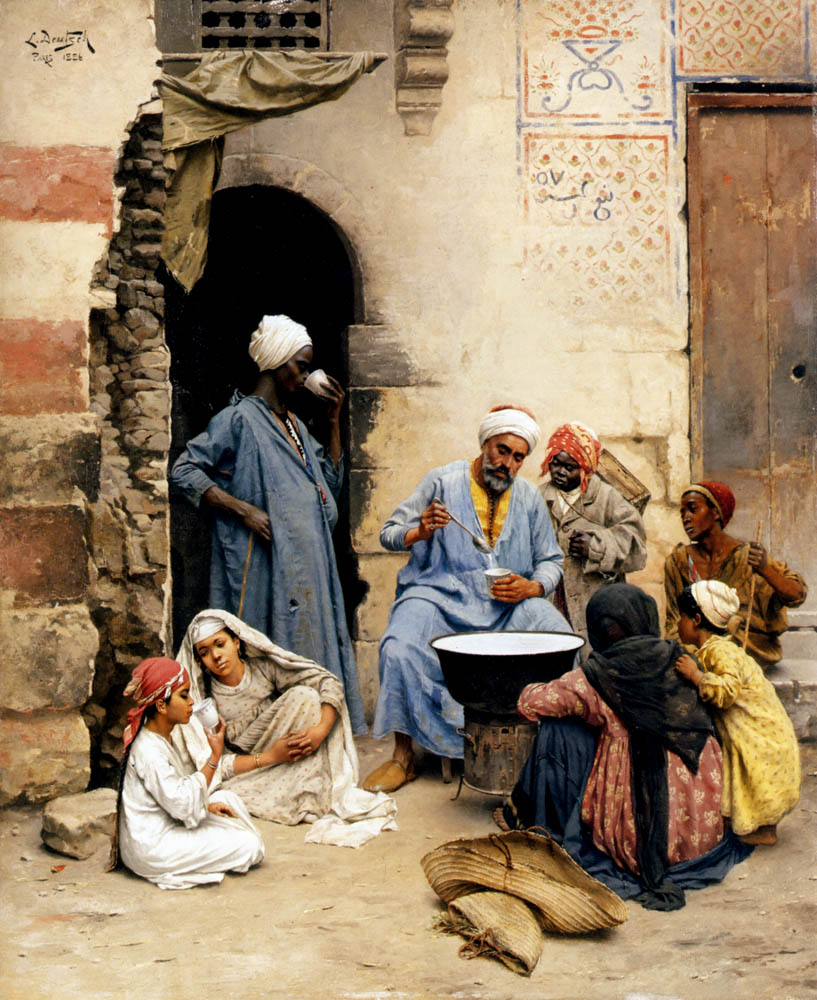
آرد ثعلب واندورم ۱۸۸۶
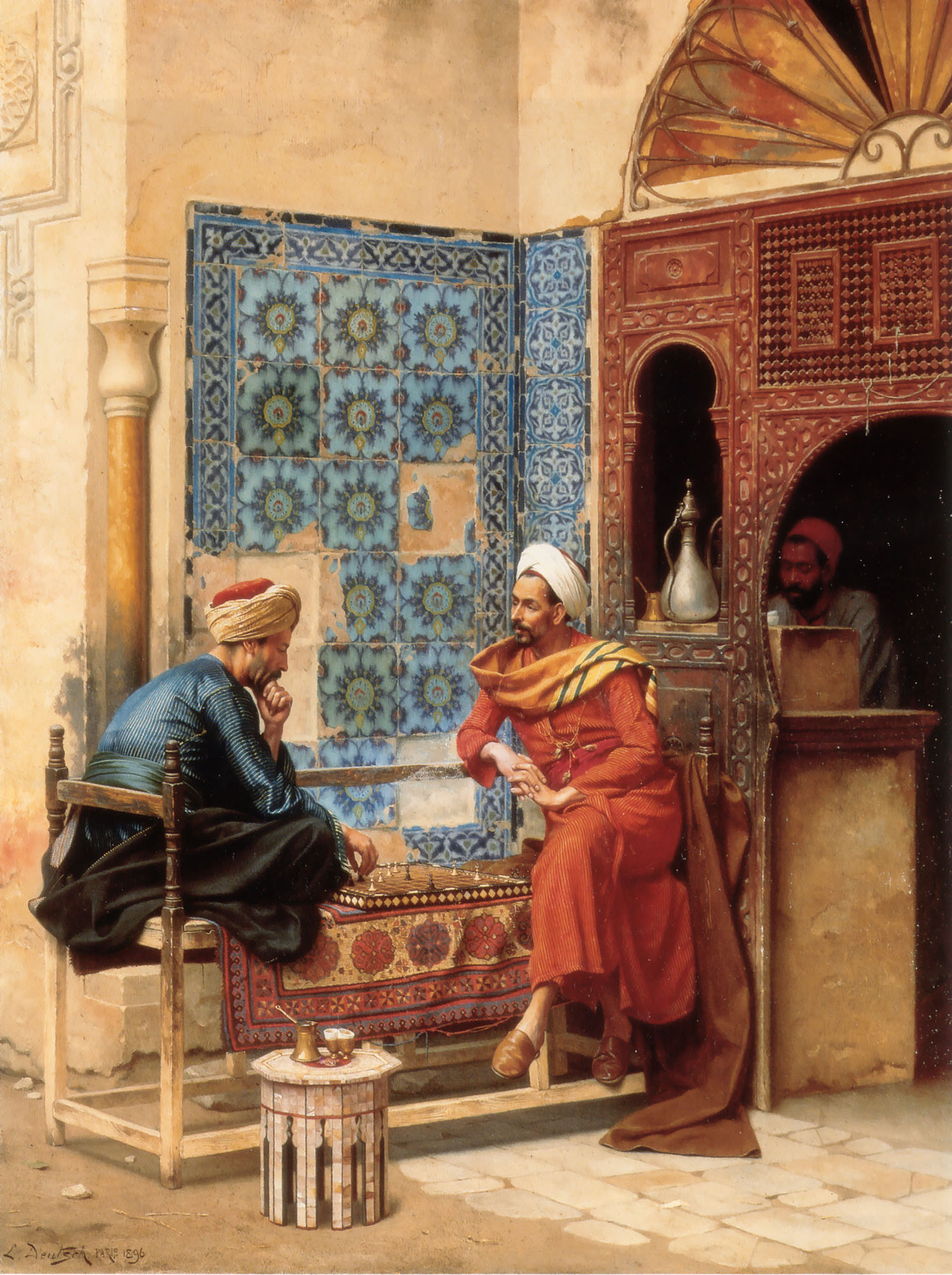
بازی شطرنج،  ۱۸۹۶
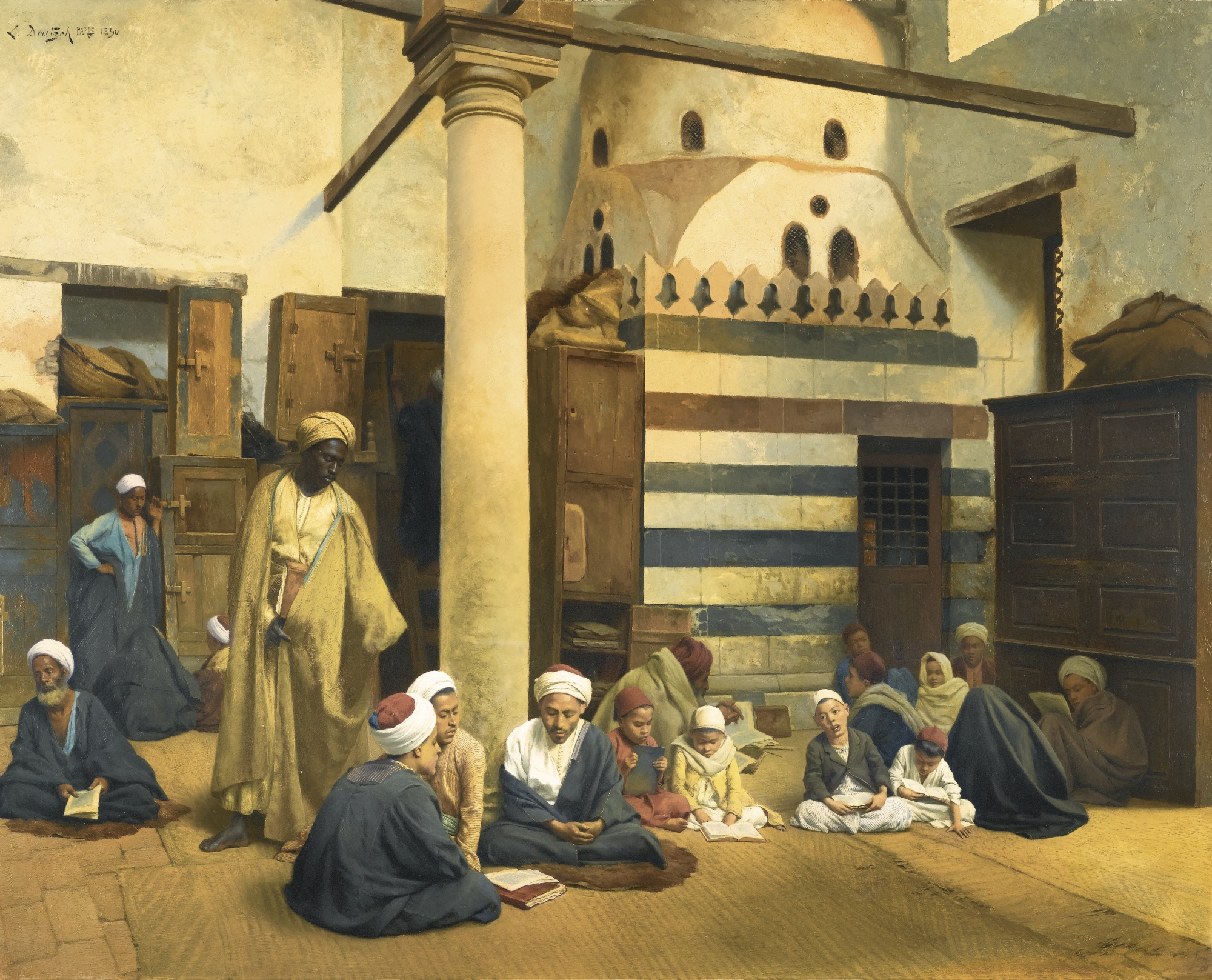
در مادراس،  حوالی ۱۹۰۰
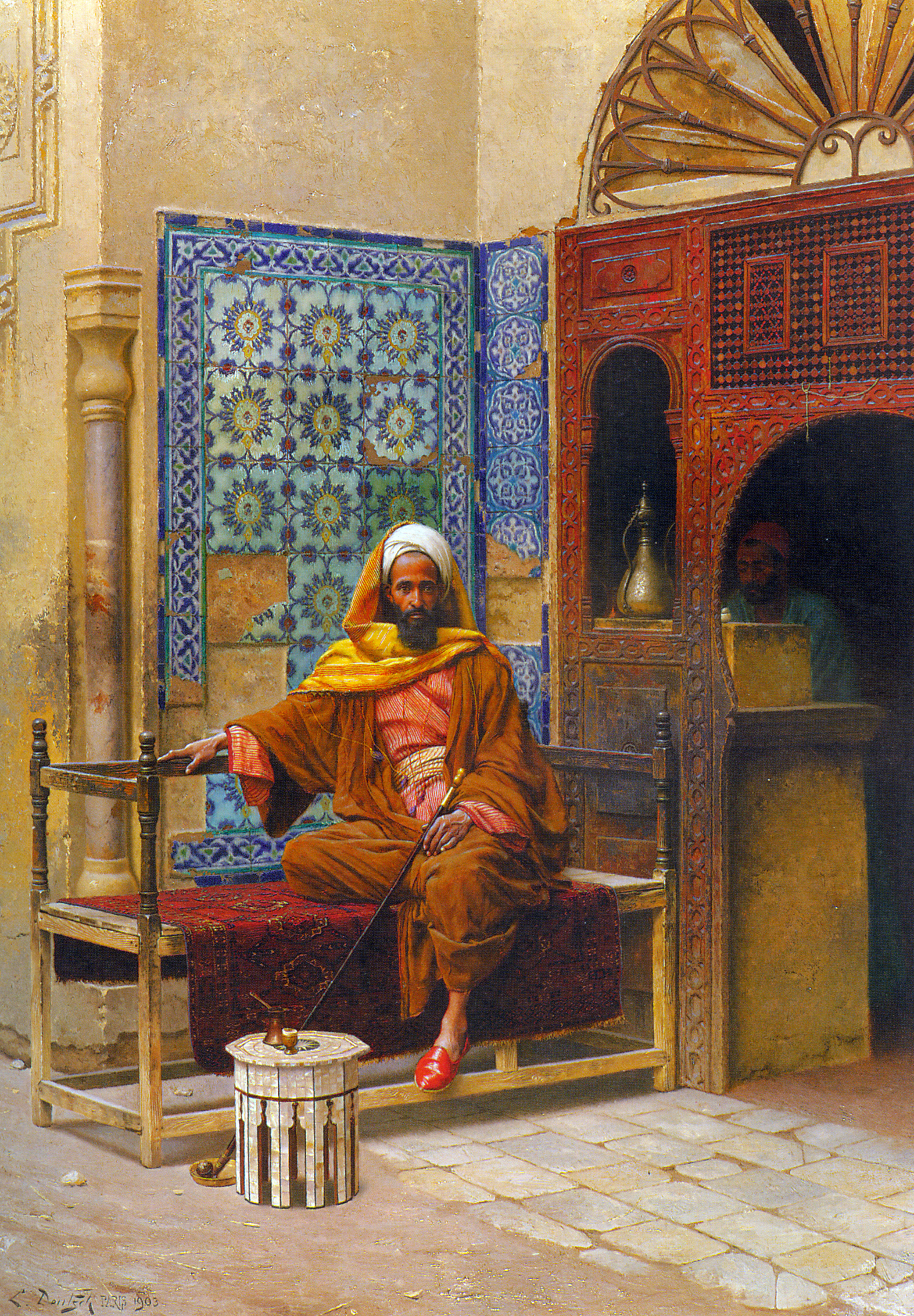
مرد در حال سیگار کشیدن،  ۱۹۰۳
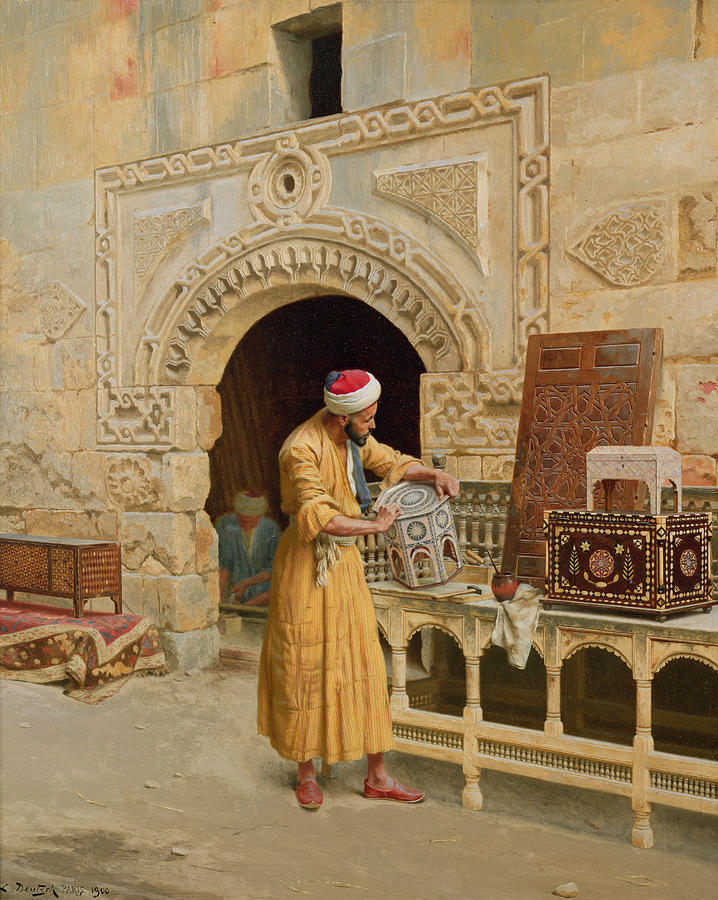
مبلمان ساز،  ۱۹۰۰
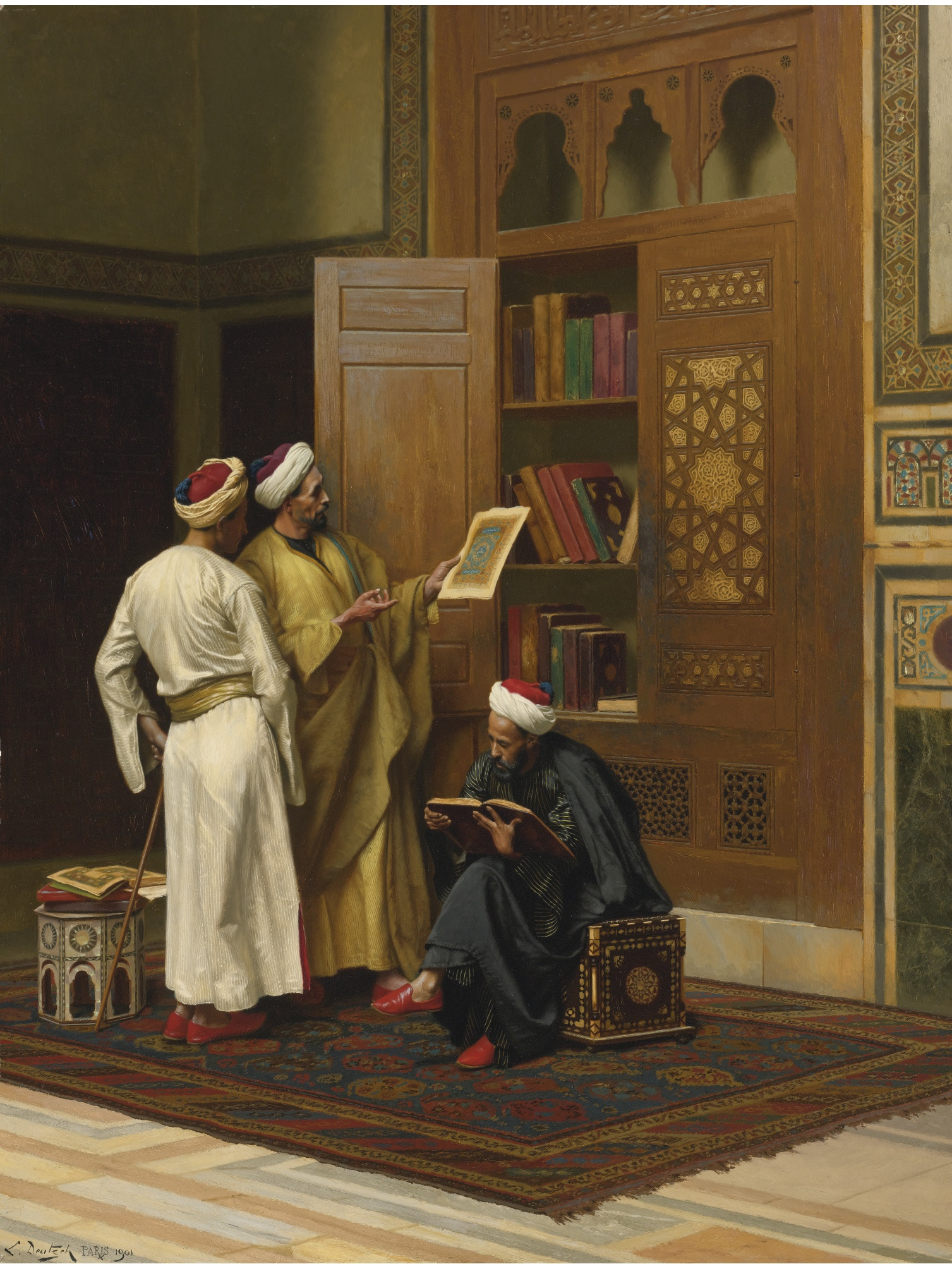
عُلما حین مطالعه
۱۹۰۱ م.
مجموعهٔ خصوصی